# Brigade autonome de chasseurs de Podhale
 (octobre 2017).
La brigade autonome de chasseurs de Podhale (en polonais Samodzielna Brygada Strzelców Podhalańskich) était une unité tactique de chasseurs de montagne de l'Armée polonaise de l'Ouest constituée en 1940 sur le territoire français, et nommée d'après la région géographique de Podhale située dans le Sud de la Pologne.

## Histoire

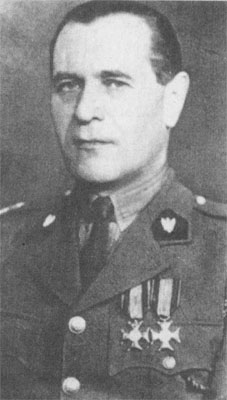
Le général Zygmunt Bohusz-Szyszko

Cette brigade a été constituée en France, à Malestroit, en application des conventions interalliées du 4 janvier 1940 avec le gouvernement polonais en exil. La décision est confirmée en retour par l’état-major de l'armée polonaise le 15 janvier 1940. La composition définitive de la brigade est arrêtée le 14 février 1940, soit trois bataillons, dont deux sont prélevés sur la première division de grenadiers et le troisième sur la 2e division de chasseurs à pied en cours de constitution en France. L'organisation est calquée sur le modèle français des brigades de chasseurs alpins. La brigade est équipée en totalité de matériel français payé sur les crédits déjà accordés à la Pologne avant les hostilités et elle comptera environ 5 000 soldats et officiers. Elle est placée sous le commandement du général Zygmunt Bohusz-Szyszko.
À l'origine, la brigade aurait dû être affectée au corps expéditionnaire auxiliaire français, qui devait participer à la campagne d'hiver sur le front finlandais face à l'agression soviétique. À la suite de la suspension des opérations militaires, elle est intégrée au corps expéditionnaire français en Scandinavie et envoyée le 8 mai 1940 en Norvège, où elle participe à la bataille de Narvik. Le contingent franco-polonais est transporté sur des paquebots réquisitionnés à cet effet : Chenonceau (Messageries maritimes), Colombie et Mexique (Compagnie générale transatlantique).
Retirée de Narvik le 8 juin, compte tenu de la situation en France, la brigade est acheminée en Bretagne où, débarquée sans son matériel, elle est engagée dans de violents combats de la bataille de France contre les forces allemandes. En définitive, elle doit se disperser. Une partie des soldats parvient à rejoindre la Grande-Bretagne, soit directement, soit via l'Espagne. D'autres rejoignent les rangs de la Résistance française ou les réseaux polonais qui se mirent en place, tels la POWN (Polska Organizacja Walki o Niepodległości – Organisation polonaise de lutte pour l'indépendance, réseau Monika) avant de tenter de rejoindre Londres en passant par l'Andorre, puis l’Espagne, et enfin Gibraltar, port britannique où existait une mission navale polonaise.

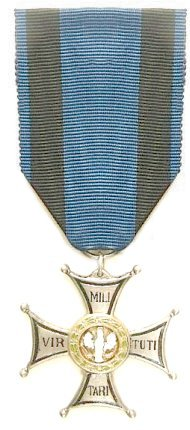
Virtuti Militari

Le 21 juillet 1940, le général Władysław Sikorski, commandant en chef de l'armée polonaise, décore le drapeau de la brigade autonome de chasseurs de Podhale de l'ordre Virtuti Militari classe V.
Avec les soldats qui ont rejoint le Royaume-Uni est constitué le bataillon des chasseurs de Podhale, qui intègre la 1re DB polonaise. Le 21 août 1940, suit la dissolution officielle de la brigade autonome des chasseurs de Podhale, qui était connue en Écosse sous le nom de brigade polonaise de Narvik. Le 25 novembre 1940, le commandant en chef ordonne que le drapeau de la brigade soit conservé par le bataillon de chasseurs de Podhale, cette sous-section devant également maintenir la tradition de la brigade jusqu'au jour où elle serait reconstituée.
La reconstitution de cette brigade dans les rangs des forces armées polonaises ne se produisit pas et son drapeau brûla en août 1944. La proposition, émise par le colonel Władysław Dec, de donner à la 3e brigade de chasseurs (PSZ) la dénomination de brigade Narvik des chasseurs de Podhale ne fut pas retenue. En définitive, le bataillon de chasseurs de Podhale a été dissous en juin 1947.

## Cadres de la brigade autonome de chasseurs de Podhale

### Commandement
- commandant de brigade - d'abord colonel diplômé, puis général de brigade Zygmunt Bohusz-Szyszko
- chef d'état-major - lieutenant-colonel diplômé Wacław Kamionko
  - chef de la section II (information et renseignement) - commandant Tadeusz Nowiński
  - chef de la section III (opérations tactiques) - commandant Felicjan Majorkiewicz
  - commandant aux transmissions - commandant Józef Morkowski

### Première demi-brigade
- commandant de la première demi-brigade - colonel   Benedykt Chlusewicz
  - chef d'état-major de la première demi-brigade - commandant Fryderyk Langer
  - commandant de compagnie à l'état-major de la première demi-brigade - capitaine Albin Nowobilski
  - commandant de la 1re compagnie à la protection civile  - capitaine Antoni Tomaszewski

#### Premier bataillon
- commandant du premier bataillon - commandant. Wacław Kobyliński
  - commandant de la première compagnie de chasseurs - lieutenant Roman Utnicki (succède au capitaine Stanisław Nowicki)
  - commandant de la deuxième compagnie de chasseurs - lieutenant Leonard Królak (succède au capitaine Oktawiusz Jastrzębski)
  - commandant de la troisième compagnie de chasseurs - capitaine Jan Bogusławski
  - commandant de la 1re compagnie de mitrailleuses lourdes - capitaine Tadeusz Schmidt
  - commandant de la compagnie d'intendance - capitaine Adam Będzikowski (succède au lieutenant Stanisław Skałuba)

#### Second bataillon
- commandant du second bataillon - lieutenant-colonel Władysław Dec 
  - commandant de la 1re compagnie de chasseurs - capitaine Piotr Laurentowski
  - commandant de la 2e compagnie de chasseurs - capitaine Andrzej Stańczyk
  - commandant de la 3e compagnie de chasseurs - capitaine de cavalerie Stefan Zamoyski
  - commandant de la 2e compagnie de mitrailleuses lourdes - capitaine Aleksander Moreń
  - commandant de la compagnie d'intendance - capitaine Jerzy Lüdtke

### Seconde demi-brigade
- Commandant de la seconde demi-brigade - colonel Józef Kobyłecki
  - chef d'état-major de la seconde demi-brigade - commandant  Ignacy Włostowski
  - commandant de la compagnie d'état-major - capitaine de cavalerie Józef Jagielski
  - commandant du peloton de transmissions : sous-lieutenant réserviste aux transmissions Marian Jurkowski
  - commandant par intérim du peloton de liaison : aspirant Józef Jachowicz
  - aspirant réserviste aux transmissions Henryk Jabłoński
  - commandant de la deuxième compagnie de protection civile - capitaine Kazimierz Szternal
  - commandant du peloton : aspirant réserviste d'infanterie Mieczysław Pruszyński

#### Troisième bataillon
- commandant du 3e bataillon - lieutenant-colonel Michał Maćkowski
  - commandant de la 1re compagnie de chasseurs - capitaine Czesław Śledziak
  - commandant du premier peloton : lieutenant Bolesław Kontrym
  - commandant de la 2e compagnie de chasseurs - capitaine Konrad Stępień
  - commandant de la 3e compagnie de chasseurs - capitaine Leon Pacek
  - commandant de la 4e compagnie de mitrailleuses lourdes - capitaine Leszek Krzywda
  - commandant de la compagnie d'intendance - capitaine Eustachy Idzikowski

#### Quatrième bataillon
- commandant du 4e bataillon - commandant Arnold Jaskowski
  - commandant de la 1re compagnie de chasseurs - capitaine Kazimierz Sulatycki
  - commandant de la 2e compagnie de chasseurs - capitaine Bolesław Kudelski
  - commandant de la 3e compagnie de chasseurs - capitaine Konrad Ambroziak
  - commandant de la 4e compagnie de mitrailleuses lourdes - lieutenant Jan Serafin
  - commandant de la compagnie d'intendance - capitaine Władysław Witrylak

### Sous-sections de brigade
- - commandant de compagnie à l'état-major de brigade - capitaine de cavalerie Ludwik Kwiatkowski (succède au capitaine de cavalerie Edmund Zieliński)
  - commandant aux transmissions - commandant Józef Morkowski
  - commandant du peloton de gendarmerie de campagne n°15 - sous-lieutenant de réserve à la gendarmerie Leonard Zub-Zdanowicz
  - commandant du peloton d'éclaireurs motocyclistes - sous-lieutenant de réserve de cavalerie Józef Wyganowski
  - chef du tribunal militaire - capitaine auditeur Władysław Tomaszewki
  - chef de la poste de campagne - capitaine d'infanterie Adam Pawłowski

## Tradition
Cette unité s'inscrit dans la tradition des régiments de montagne :
- Groupes d'infanterie de Podhale (1913)
- les régiments de chasseurs de Podhale
- La division de montagne du général Andrzej Galica (1920)
- 21e division d'infanterie de montagne (jusqu'en 1939)
- 22e division d'infanterie de montagne (jusqu'en 1939)

Pour la tradition des unités détachées en montagne 1re D.B. (1er corps polonais) général Stanislaw Maczek ainsi que les régiments de chasseurs de Podhale de l'Armée de l'intérieur (AK).
- De nos jours, pour perpétuer la tradition de cette brigade, on a constitué en 1993 une 21e brigade des chasseurs de Podhale.

## Voir également
- Bataille de Narvik
- Bataille de France
- Brigade
- Armée polonaise
- Armée polonaise de l'ouest
- Unités de volontaires polonais au service de la France
- L'Armée polonaise dans la Bataille de France

## Source
- (pl) Cet article est partiellement ou en totalité issu de l’article de Wikipédia en polonais intitulé « Samodzielna Brygada Strzelców Podhalańskich » (voir la liste des auteurs).